# Saltcoats, North Ayrshire
Saltcoats är en ort i Storbritannien.   Den ligger i kommunen North Ayrshire och riksdelen Skottland, i den centrala delen av landet, 500 km nordväst om huvudstaden London. Saltcoats ligger 10 meter över havet och antalet invånare är 10 949.
Terrängen runt Saltcoats är huvudsakligen platt, men norrut är den kuperad. Havet är nära Saltcoats åt sydväst.  Närmaste större samhälle är Kilmarnock, 18,4 km öster om Saltcoats.